# Vida Gallega
Vida Gallega era una revista mensual gràfica fundada per Jaime Solá Mestre a Vigo.

## Primera època
El primer número va aparèixer l'any 1909 amb una portada en Castelao. Es va publicar en una primera etapa entre 1909 i 1938, amb un total de 697 números.
La revista va tenir un antecedent l'any 1904, amb el mateix nom i també a iniciativa de Jaime Solá Mestre. D'aquesta sèrie només es van publicar 4 números de la revista.

### Característiques
Es va crear amb l'objectiu de dotar a Galícia d'una revista gràfica de prestigi i qualitat. S'incloïa abundant material gràfic de Jaime Solá i de Xosé Gil que en fou el primer director artístic. Hi col·laboraren també fotògrafs reconeguts i afeccionats a la fotografia.
A la revista hi apareixen els esdeveniments més importants, tant polítics com socials, tant de Galícia com de les comunitats emigrants gallegues (a Portugal, Madrid i d'Amèrica del Sud).
Entre els seus col·laboradors es pot destacar els dibuixants Carlos Sobrino Buhigas i Roberto Padín Rodríguez (fou subdirector de la revista entre 1924 i 1927) i Manuel Lustres Rivas.

## Segona època
La revista va tenir una segona època entre 1954 i 1963 quan Xosé Iglesias Presa va adquirir la revista. En aquesta segona època va estar dirigida per Fabriciano Fernández Serra. Es van publicar 77 números. A finals de 1956 la seu de la revista es va traslladar a Lugo. Hi van col·laborar escriptors com Manuel María, Álvaro Cunqueiro,
Vicente Risco, Ramón Otero Pedrayo, Francisco Fernández del Riego, Carballo Calero, Ánxel Fole, Antonio Fraguas, Pura Vázquez i Luz Pozo.